# Ritz Paris
Cet article concerne l'hôtel parisien. Pour l'hôtel londonien, voir Hôtel Ritz (Londres). Pour les homonymes, voir Ritz.
Le Ritz Paris est un hôtel classé 5 étoiles situé au 15, place Vendôme, dans le 1er arrondissement de Paris. Il est considéré comme l'un des plus beaux, grands et luxueux hôtels au monde.
Il est fondé par l'hôtelier suisse César Ritz, en collaboration avec le chef Auguste Escoffier, en 1898. Le Ritz a rapidement acquis la réputation d’un établissement de luxe, ayant pour clientèle des personnalités politiques, des vedettes du cinéma, de la chanson, etc. Plusieurs de ses suites sont nommées en l'honneur d'invités prestigieux de l'hôtel, par exemple de la grande couturière Coco Chanel, qui vécut dans l'hôtel jusqu'à son décès, ou de l'écrivain Ernest Hemingway, qui en fut un client régulier, en particulier du bar de l'hôtel qui porte aujourd'hui son nom.

## Situation et accès
L'hôtel se situe sur la place Vendôme, au cœur de Paris, dans les anciens hôtel Crozat et de Gramont. Il est mitoyen de l'hôtel de Bourvallais, qui héberge le ministère de la Justice.
Plusieurs stations de métro se trouvent à proximité du site :  
- Madeleine (lignes 8, 12 et 14),
- Pyramides (lignes 7 et 14),
- Tuileries (ligne 1),
- Concorde (lignes 1, 8 et 12).

## Histoire

### L'hôtel de Gramont et l'hôtel Crozat

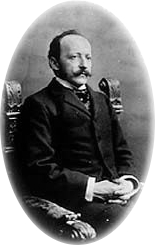
César Ritz, fondateur du Ritz.

L'établissement actuel prend place dans deux anciens hôtels particuliers.
L'hôtel de Gramont construit en 1705 par Antoine Bitaut de Vaillé, pour le compte de la veuve Baillet. Hôtel que celle-ci lègue à sa fille, Anne, cinq ans plus tard lorsqu'elle épouse Antoine de Gramont. Il est vendu en 1737 au comte François de Gelas d'Ambre de Lautrec, puis passe à Charles de La Villette en 1750. L'hôtel revient successivement à Claude Darras à partir de 1775, puis à la Direction de liquidation de la dette publique, à partir de 1788 et devient propriété du crédit immobilier de France à partir de 1792.
L'hôtel Crozat, construit en 1703, est le premier hôtel à être élevé sur la place. Il est réalisé par l'architecte Pierre Bullet pour le compte du financier Antoine Crozat, qui y vit avec son épouse jusqu'en 1738. En 1755, l'hôtel passe au marquis de Béthune. L'édifice accueille des locataires célèbres comme le compositeur Niccolò Piccinni, à partir de 1787, puis l'administration du département de la Seine à partir de 1799, qui y affecte la résidence de Nicolas Frochot, préfet de la Seine, de 1800 à 1803.

### Inauguration
César Ritz, un temps directeur de l'hôtel londonien Savoy, rachète les deux hôtels particuliers en 1897. Il les fait transformer par l'architecte Charles Mewès en un grand hôtel de luxe. À la mort du fondateur en 1918, son adjoint Henry Ellès assume les fonctions de directeur général de l'hôtel jusqu'à sa mort en février 1925, avec le Chef Auguste Escoffier (1846-1935).
L'hôtel ouvre ses portes le 1er juin 1898, au cours d'une fastueuse réception, et devient dès lors le lieu prisé de la bonne société mondaine. César Ritz dote son hôtel de mobilier de style d'époque avec tout le confort moderne : ascenseur, électricité et eau à chaque étage, les 159 chambres ayant leur salle de bains et un poste de téléphone.

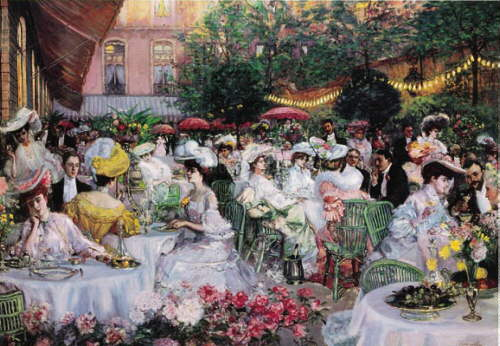
Le Dîner à l'hôtel Ritz, Paris (1904) par Pierre Georges Jeanniot.

Le Ritz, au début de son histoire, accueille de prestigieuses personnalités comme Jean Cocteau, Colette, Paul Morand ou encore l'écrivain Marcel Proust, qui s'installe à demeure dans un salon privé de l'hôtel ; il y vient lorsque sa santé lui permet de quitter la chambre de son appartement du 102 boulevard Haussmann, où son asthme le contraint souvent à demeurer alité.

### Guerre et Années folles
Pendant la Première Guerre mondiale, il est en partie transformé en hôpital militaire de la Croix-Rouge et durant les Années folles, l'attrait de l'Europe et la prohibition poussent les Américains à venir sur le vieux continent. La direction de l'hôtel décide, en 1921, d'isoler un espace au rez-de-chaussée dans lequel sont servies des boissons : le Café Parisien, bar réservé uniquement aux hommes, accueille des personnalités comme Cole Porter, F. Scott Fitzgerald (qui écrit la nouvelle Un diamant gros comme le Ritz), le comte Armand de La Rochefoucauld ou Ernest Hemingway.
Elisabeth Pierce, épouse du fils du fondateur, Charles Ritz, s'y invitant insolemment, elle convainc l'hôtel d'ouvrir un second bar en face du premier en 1926, le Café des dames renommé Petit Bar en 1934.
En 1936, la direction, dans un contexte de grèves et de manifestations ouvrières, se défait de certains de ses employés dont l'attitude déplait aux clients. Ceci vaut un entrefilet dans le n° du 17 novembre 1936 du Figaro.

### Occupation allemande
En juin 1940, pendant l'Occupation de Paris par les Allemands, la Luftwaffe réquisitionne en partie le Ritz  qui compte à cette époque 450 employés. Il semble que le palace ait été épargné parce que César Ritz et son épouse germanophone Marie-Louise Beck étaient suisses, si bien que l'hôtel a été considéré comme « territoire neutre ». La Luftwaffe installe alors son quartier-général dans le bâtiment donnant sur la rue Cambon, tandis que son chef Hermann Göring s'attribue la suite impériale. L'hôtel continue à recevoir des clients, notamment des marchands d'art qui pillent les œuvres d'art pour la collection personnelle de Göring, Arletty avec son amant, l'officier nazi Hans Jürgen Soehring, mais également, Coco Chanel avec son amant Hans Gunther von Dincklage. Celle-ci se rend dans les abris antiaériens de l'hôtel, précédée par un serviteur qui porte son masque à gaz sur un coussin de satin. L'établissement dissimule également à cette époque des aviateurs alliés, des fugitifs, des Juifs ou des résistants que les membres du personnel abritent dans des pièces secrètes ou dans des chambres de bonne. Des rumeurs ont circulé sur le barman juif de l'hôtel, Frank Meier, qui aurait servi de boîte aux lettres dormante pour l'opération Walkyrie. Blanche Auzello — née Rubenstein —, juive américaine épouse du directeur Claude Auzello, aide la Résistance, et est torturée par la Gestapo en juin 1944.

### Après-guerre
Après la guerre, le Ritz retrouve son prestige et accueille de grandes célébrités, comme l'écrivain Ernest Hemingway, l'acteur Charlie Chaplin ou encore la styliste Coco Chanel, qui y vit pendant plus de trente ans et qui y meurt en 1971 dans sa suite du dernier étage. Charles Ritz est président du Ritz entre 1953 et 1976.
L'exploitation de l'hôtel est confiée à The Ritz Hotel Limited, société de droit britannique, société à conseil d'administration.
Le Ritz accueille aussi le shah d'Iran, l'écrivain Jean-Paul Sartre ou encore le chanteur Elton John. Le palace vit de sa réputation. Victime de conflits entre ses actionnaires et faute d'investissements, sa clientèle vieillit.

### Rachat par Mohamed Al-Fayed
En 1979, c'est donc un hôtel en déclin que la veuve de Charles Ritz, Monique, vend à l'homme d'affaires égyptien Mohamed Al-Fayed. Celui-ci investit 250 millions de dollars pour le rénover entièrement, sans arrêter son activité. Un réseau souterrain est mis en place à partir d'un puits creusé depuis la place Vendôme. Un spa, équipé d’une piscine de 17 mètres est construit ; chaque chambre est restaurée à l'identique. La rénovation de l'hôtel est dirigée par l'architecte Bernard Gaucherel de 1980 à 1987 et la décoration par l'architecte d'intérieur Philippe Belloir de 1981 à 2004.
Le 31 août 1997, Diana Spencer et son ami Dodi Al-Fayed, fils de Mohammed Al-Fayed, dînent dans la suite impériale de l'hôtel, avant leur accident mortel en voiture sous le pont de l'Alma.
La star internationale Madonna est une cliente fidèle du Ritz,,.
En 2024, un an après sa mort, trente-sept femmes, dont plusieurs anciennes employées du Ritz, accusent Mohamed Al-Fayed de viols et de violences sexuelles.

### Réouverture
Afin d'être complètement rénové et de prétendre à la distinction de « palace », l'hôtel ferme ses portes le 1er août 2012. Les travaux, selon un projet conçu par l'architecte Thierry Despont, orchestrés par Didier Beautemps et Atelier COS, un cabinet d'architecture du patrimoine parisien, estimés à 140 millions d’euros, initialement prévus de s'achever à l'été 2014 prennent du retard. L'hôtel en travaux subit un important incendie, au matin du 19 janvier 2016, détruisant une bonne partie du septième et dernier étage, et endommageant partiellement la toiture. La réouverture n'a lieu que le 6 juin 2016.
Afin de gagner en qualité, le nombre de chambres baisse de 159 à 142, toutes différentes, dont 71 chambres et 71 suites incluant les 16 suites Prestige. L'hôtel crée de nouveaux espaces : le Salon d'Hiver, le Salon Proust et le Petit Ritz, une brasserie remplaçant le Ritz Club, le restaurant d'été sous une verrière mobile, l'extension de la salle de bal, l'intégration de techniques de pointe dans les chambres, la porte tambour désormais automatisée.
Le 10 janvier 2018, un braquage a lieu au Ritz. Trois malfaiteurs armés et habillés en peintres s'emparent de montres de luxe et de bijoux exposés dans plusieurs vitrines, pour un montant global estimé à 4 millions d'euros ; ils ne parviennent pas à s'enfuir en raison du verrouillage automatique des portes. Ils passent le butin par une fenêtre à deux complices à l'extérieur qui sont rapidement arrêtés. Tous les bijoux sont retrouvés.
En avril 2018, le Ritz met en vente 3 500 lots d'objets et de meubles qui le décoraient ; la vente aux enchères lui rapporte 7,3 millions d'euros. En 2020, l'hôtel fait de même avec 1 500 lots de vaisselle (par exemple un service commandé en 1898 par César Ritz). Une nouvelle vente aux enchères est prévue les 25, 26 et 27 septembre 2024 ; organisée par la maison Artcurial, la vente porte sur une sélection de 1500 lots : services de table en porcelaine fine, verres en cristal siglés du blason de l’hôtel ou du « H » du mythique Bar Hemingway, historiques batteries de cuisine en cuivre, cloches, plateaux de service et pièces de mobilier emblématiques.
En 2020, du fait de la pandémie de Covid-19, le Ritz ferme durant plusieurs mois, comme de nombreux hôtels parisiens.

## Description

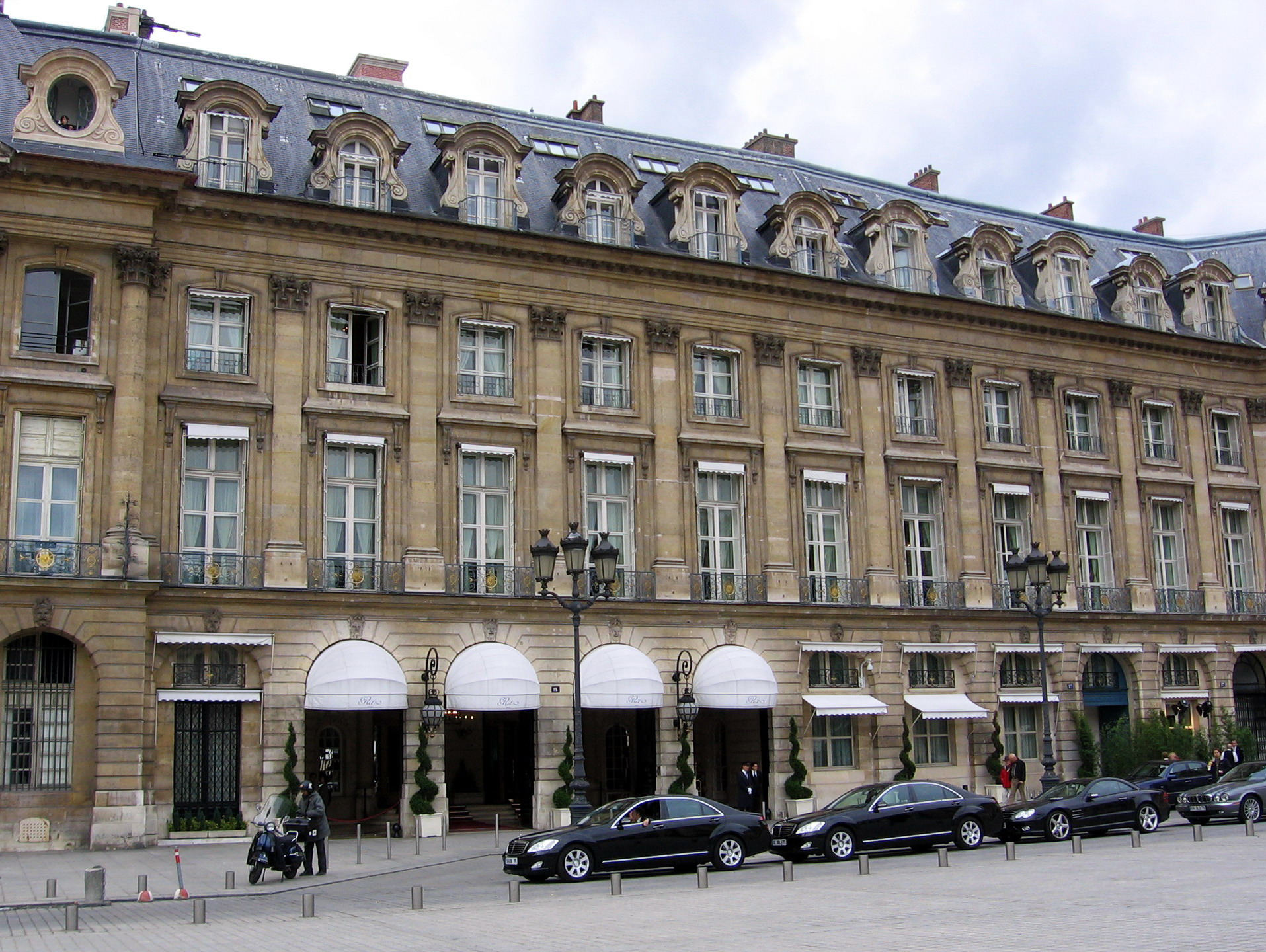
La façade de l'hôtel Ritz, place Vendôme.

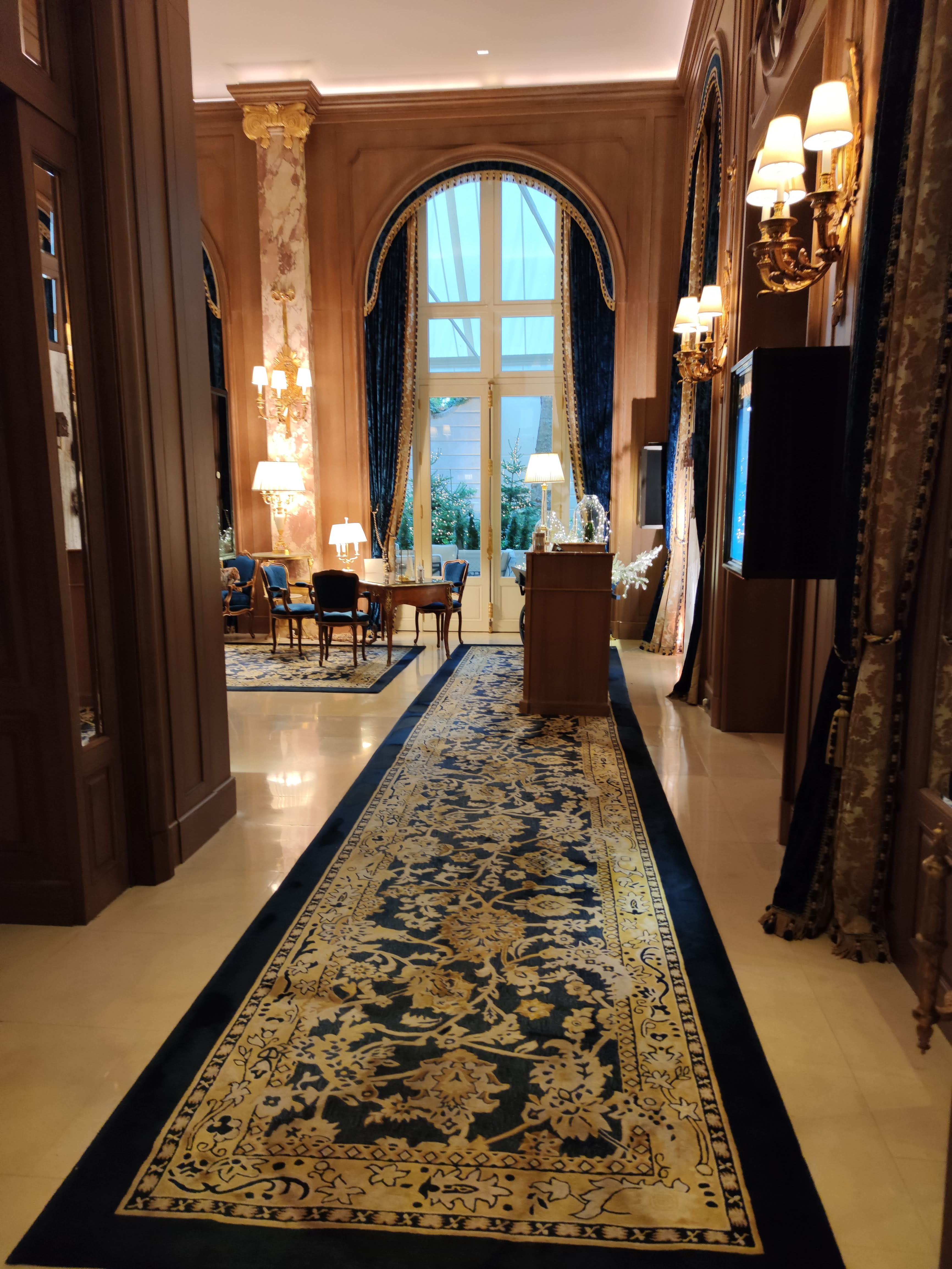
Hall de l’hôtel.

Le Ritz, bien qu'étant un hôtel 5 étoiles de prestige et ayant subi une rénovation de grande envergure, n'a pas souhaité disposer de la distinction de palace, une reconnaissance française instaurée en 2010. Il est néanmoins répertorié dans de nombreux guides comme l'un des plus prestigieux hôtels au monde.
Il comprend également une salle de sport, un salon de beauté et la plus grande piscine privée de Paris, équipée de buses thermoludiques, dans laquelle de la musique classique est diffusée sous l'eau.
Le personnel compte 600 employés, dont une centaine en cuisine.
On remarque dans le hall l'escalier d'honneur restauré en 1976 par l'ébéniste Roland Kursner, pièce rare qui contribue à l'élégance des lieux : sa rampe en fer forgé noir est couverte d'une main courante en cuivre et son tapis de marche est retenu par des barres en laiton.

### Chambres et suites
L'hôtel compte aujourd'hui 71 chambres et 71 suites dont 16 suites de prestige au styles variés, rendant hommage aux habitués des lieux telles les suites Coco Chanel, Maria Callas, Chaplin ou Windsor ou aux vues panoramiques de Paris sur lesquelles elles donnent, comme les suites Vendôme, Grand Jardin ou encore Opéra.

### Restaurants
Le Ritz Paris comporte trois lieux de restauration :
- un restaurant gastronomique, L'Espadon, créé en 1956 par Charles Ritz. Le célèbre chef cuisinier Auguste Escoffier est aussi à l'origine de la renommée mondiale de celui-ci. Nicolas Sale tenait les rênes de ce restaurant jusqu'en mars 2021[38], succédant à Michel Roth. En septembre 2023, le restaurant Espadon rouvre avec la cheffe Eugénie Béziat, première femme à obtenir ce rôle[39].

- une brasserie à la française, le Bar Vendôme, composée d'un espace en intérieur à l'ambiance feutrée et d'une verrière rétractable. Une animation au piano à queue est assurée à partir de 18 h[40].

- un salon de thé, le Salon Proust, qui tire son nom de l'écrivain français du même nom, adepte de l'hôtel, qui venait y observer la société de son époque. Son décor rappelle celui d'une bibliothèque. Le tea time à la française du chef pâtissier François Perret y est notamment proposé[41].

### Bars
L'hôtel dispose de deux bars : 

Bars et salles de réception de l'hôtel Ritz Paris.

- Le Ritz Bar - où le chef barman Romain de Courcy propose des cocktails sous le signe de la biodynamie[42].
- Le Bar Hemingway — initialement le Ladies' Bar, réservé aux femmes au début du XXe siècle, puis Le Petit Bar — doit depuis 1994 son nom à l'écrivain Ernest Hemingway[43] et est réputé pour ses cocktails dont le Bloody Mary, qui selon la légende fut créé pour l'écrivain afin que sa femme, Mary Welsh, surnommée Bloody Mary, n'y détecte pas l'odeur de l'alcool[44].

### Ritz Paris Le Comptoir
Le Ritz Paris inaugure une pâtisserie le 7 juin 2021 au 38 rue Cambon, accolée à l'hôtel. Elle propose une sélection de créations sucrées et salées du chef pâtissier François Perret à consommer sur place, à emporter ou en click & collect.

### Spa
L'hôtel possède un spa, le Ritz Club, situé au sous-sol de l'hôtel. Il dispose notamment d'une piscine couverte et chauffée de 17 mètres à 800 000 mosaïques bleues posées à la main, d'un espace fitness et du coaching, d'un club privé, d'un pool bar, d'un salon de coiffure, d'un hammam et d'un sauna.

### L'École Ritz Escoffier
Une école de cuisine et de pâtisserie est située au sein des cuisines de l'hôtel. Elle propose des cours en français traduits en anglais, et à destination des professionnels et des amateurs. Les cours loisirs peuvent durer de 3 heures à 3 jours tandis que les formations professionnelles peuvent durer jusqu'à 28 semaines.

## Protection
Le bâtiment fait l’objet d’un classement au titre des monuments historiques depuis le 17 mai 1930.

## Dans les arts

### Cinéma
- 1951 : Un Américain à Paris - Jerry Mulligan (Gene Kelly) se rend avec Milo Roberts (Nina Foch) dans la chambre d'hôtel de cette dernière, à l'hôtel Ritz.
- 1957 : Ariane (Love in the Afternoon), de Billy Wilder, c'est au Ritz que Franck Flannagan (Gary Cooper) reçoit ses amantes parisiennes, parmi lesquelles se glisse, par la fenêtre, la jeune violoncelliste Audrey Hepburn.
- 1966 : Comment voler un million de dollars, de William Wyler, Simon Dermott ( Peter O'Toole) séjourne au Ritz, et Nicole Bonnet (Audrey Hepburn) vient lui rendre visite régulièrement, en particulier au restaurant.
- 2001 : Les Rois mages, Balthazar et Gaspard passent une nuit au Ritz.
- 2006 : Da Vinci Code, Robert Langdon prend une douche dans une chambre et regarde une serviette brodée Hôtel Ritz Paris ; le héros du film sort de l'hôtel pour se rendre au Louvre.

### Télévision
- 2011 : lors de la saison 2 de MasterChef, une épreuve de montage de plat a lieu au Ritz ;
- 2018 : dans le téléfilm Mystère place Vendôme diffusé sur France 2 , la première femme saucière, Jeanne Vasseur, y travaille.
- 2022 : dans la série The Crown, saison 5, épisode 3 Mou Mou, diffusée par Netflix, on y voit le rachat de l'hôtel par Mohamed Al-Fayed.
- 2023 : dans la série The Crown, saison 6, diffusée par Netflix, on y voit la dernière soirée de la princesse Diana et de Dodi Al-Fayed avant leur tragique accident de voiture à Paris.